# Antonio Banderas
José Antonio Domínguez Banderas (født 10. august 1960 i Málaga, Andalusien, Spanien), bedre kendt som Antonio Banderas, er en spansk skuespiller, som har medvirket i flere højtprofilerede Hollywood-film inklusiv En Vampyrs Bekendelser og Legenden om Zorro.

## Biografi
Banderas er søn af José Domínguez, der var politimand og Doña Ana Banderas, der var lærer. Han har en bror kaldet Francisco.
Til at begynde med ville Banderas være professionel fodboldspiller, men hans drengedrøm splintredes tidligt da han brækkede sit ben som 14-årig. Som ung rejste han til Madrid for at gøre karriere inden for den spanske filmindustri.

### Karriere
Banderas fik første gang stor opmærksomhed gennem en serie af film af instruktøren Pedro Almodóvar mellem 1982 og 1990. Hans gennembrydende rolle var som "Ricky" i filmen ¡Átame!, som kun var en mindre succes uden for Spanien. Derefter flyttede han til USA og begyndte at medvirke i amerikanske film. Han medvirkede bl.a. i 1995 i hovedrollen i Robert Rodriguez's film Desperado. Denne instruktør arbejdede Banderas også med senere bl.a. i Spy Kids-trilogien.

### Privatliv
Banderas blev skilt fra sin første kone, Ana Leza, og i 1996 giftede han sig med skuespilleren Melanie Griffith, som han havde mødt under indspilningen af en film. De har en datter sammen, Stella del Carmen Banderas Griffith, som medvirkede i filmen Crazy in Alabama, hvilken Banderas instruerede og konen havde hovedrollen.

## Filmografi
- Smerte og ære (2019)
- Life Itself (2018)
- Knight of Cups (2015)
- Automata (2014)
- The Expendables 3 (2014)
- De elskende passagerer (2013)
- Justin og de tapre riddere (2013)
- Machete Kills (2013)
- Ruby Sparks (2012)
- Den Bestøvlede Kat (2011)
- Haywire (2011)
- Huden jeg bor i (2011)
- Woody Allen: A documentary - Manhattan, movies & me (2011)
- Shrek Den Lykkelige (2010)
- You Will Meet a Tall Dark Stranger (2010)
- The Other Man (2008)
- Shrek den Tredje (2007)
- Bordertown (2006)
- Take the Lead (2006)
- Legenden om Zorro (2005)
- Shrek 2 (2004)
- Once Upon a Time in Mexico (2003)
- Spy Kids 3-D: Game Over (2003)
- Ballistic: Ecks vs. Sever (2002)
- Frida (2002)
- Spy Kids 2: Drømmenes ø (2002)
- Original Sin (2001)
- Spy Kids (2001)
- Crazy in Alabama (1999)
- Den 13. kriger (1999)
- Play it to the Bone (1999)
- Zorro - Den maskerede hævner (1998)
- Evita (1996)
- Assassins - lejemordere (1995)
- Desperado (1995)
- Four Rooms (1995)
- Kærlighedens rapsodi (1995)
- Never Talk to Strangers (1995)
- Two Much (1995)
- En vampyrs bekendelser (1994)
- Of Love and Shadows (1994)
- Dispara! (1993)
- Philadelphia (1993)
- Åndernes hus (1993)
- Mambo Kings (1992)
- Cuentos De Borges I (1991)
- In Bed with Madonna (1991)
- La Blanca Paloma (1991)
- Terra Nova (1991)
- Una Mujer Bajo la Lluvia (1991)
- Bind mig, elsk mig! (1990)
- Bajarse Al Moro (1988)
- Baton Rouge (1988)
- Kvinder på randen af et nervøst sammenbrud (1988)
- Asi Como Habian Sido (1987)
- Placer De Matar (1987)
- 27 Horas (1986)
- Kærlighedens matadorer (1986)
- El Senor Galindez (1984)
- Los Zancos (1984)
- Pestanas Postizas (1982)
- Passionernes labyrint (1982)